# أخاب
أخاب بن عمري (بالعبرية: אחאב، بالإنجليزية : Ahab)، ملك مملكة إسرائيل (875 - 853 قبل الميلاد).
كانت قدرته في إدارة الدولة وقيادة الجيوش مميزة، إلا أنه ترك الدين اليهودي ومال إلى عبادة الأوثان بتأثير من زوجته إيزابيل. وذكر عنه أنه قام بنفي النبي إيليا من مملكة إسرائيل بعد أن عاتبه بشأن عبادة الأوثان. تدعي النصوص التوراتية أنه الملك السابع لإسرائيل. حكم بين حوالي عامي 875 و853ق.م وخلفه ابنه (أخزيا) الذي هزمه الملك ميشع ملك مملكة مؤاب حوالي 840 ق.م . تابع أحاب تنفيذ السياسات الداخلية والدولية المغامرة لوالده الملك عومرِي. وقد جلبت تلك السياسات الثراء والنفوذ لإسرائيل، حسب النصوص التوراتية. وقد كان عومرِي وأحاب الشخصيتين التوراتيتين الأوليين اللتين ذكرتا في النصوص غير التوراتية الباقية من أزمنة العهد القديم.